# کاسکاول
کاسکاول (به پرتغالی: Cascavel) یک شهرستان در برزیل است که در پارانا واقع شده‌است.

## خصوصیات
کاسکاول ۲٬۱۰۰٫۱۰۵ کیلومترمربع مساحت و ۲۹۶٬۹۷۵ نفر جمعیت دارد و ۷۸۱ متر بالاتر از سطح دریا واقع شده‌است.
شهر کاسکاول پنجمین شهر پرجمعیت در ایالت پارانا است. فاصله کاسکاول تا مرکز ایالت، شهر کوریتیبا، ۴۹۱ کیلومتر است.

## خواهرخوانده
شهر کنسپسیون، شیلی خواهرخواندهٔ کاسکاول هست.